# Borzas szulák
A borzas szulák burgonya virágú és zárva termő növény. Latin neve: Convolvulus cantabrica.
2001-ben lett védetté nyilvánítva, természetvédelmi értéke 5000 Ft.
Termet: 20–40 cm.
Leírás: Borzas szőrű, felálló vagy felemelkedő szárú növény. A középső és felső levelek ülők, az alsók rövid nyélbe keskenyedők; a levéllemez keskeny-lándzsás vagy szálas. – A virágok laza végálló ál-ernyőben fejlődnek, a párta rózsaszínű. A csészecimpák kihegyezettek, lándzsásak.
Virágzása: V–IX.
Élőhelye: sziklagyepek, sztyeprétek, bokorerdők.